# Schizaspidia nasua
Schizaspidia nasua är en stekelart som först beskrevs av Walker 1846.  Schizaspidia nasua ingår i släktet Schizaspidia och familjen Eucharitidae. Inga underarter finns listade i Catalogue of Life.